# Jacques-Raymond Tremblay
Pour l’article homonyme, voir Tremblay.
Jacques Raymond Tremblay, né le 31 août 1923 et mort le 2 août 2012 à Sorel-Tracy à l'âge de 88 ans, fut un assureur et homme politique fédéral et provincial du Québec.

## Biographie
Né à Sorel dans la région de la Montérégie, il servit dans l'Armée canadienne durant la Seconde Guerre mondiale entre 1941 à 1943.
Élu député du Parti libéral du Canada dans la circonscription fédérale de Richelieu—Verchères lors d'une élection partielle déclenchée après la démission du député Lucien Cardin, il démissionne en 1968 pour devenir assistant du ministre du Revenu national jusqu'en 1969.
Élu député du Parti libéral du Québec dans la circonscription provinciale d'Iberville en 1973, il remporta l'élection contre le créditiste Paul-Yvon Hamel et l'unioniste Alfred Croisetière. Il fut défait par le péquiste Jacques Beauséjour en 1976.